# Giannīs Mylōnas
Iōannīs Mylōnas, detto Giannīs (in greco Ιωάννης "Γιάννης" Μυλωνάς?; Trikala, 27 luglio 1969), è un ex cestista greco.

## Carriera
Con la Grecia ha disputato i Campionati europei del 1991 e i Campionati mondiali del 1994.